# Mario Lertora
Mario Lavinio Lertora (* 27. August 1897 in Genua; † 28. März 1939 ebenda) war ein italienischer Turner.

## Erfolge
Mario Lertora, der für den Verein Società Ginnastica Ligure Cristoforo Colombo turnte, gab 1924 bei den Olympischen Spielen in Paris sein Olympiadebüt, bei denen er zur italienischen Turnriege im Mannschaftsmehrkampf gehörte. Mit 839,058 Punkten setzte sich die italienische Turnriege gegen Frankreich und die Schweiz durch, sodass Lertora Olympiasieger wurde. Neben Lertora gehörten Luigi Cambiaso, Vittorio Lucchetti, Luigi Maiocco, Ferdinando Mandrini, Francesco Martino, Giuseppe Paris und Giorgio Zampori zur Mannschaft. Im Einzelmehrkampf belegte er den zehnten Platz und erreichte seine beste Platzierung an den Spezialgeräten mit Rang fünf am Barren. Darüber hinaus belegte er Rang zehn im Tauhangeln, Rang zwölf am Reck, Rang 15 an den Ringen, Rang 29 am Seitpferd, Rang 32 am Seitpferdsprung und Rang 34 am Pferdsprung.
Vier Jahre darauf gehörte Lertora bei den Spielen in Amsterdam erneut zum Kader Italiens. Seine Ergebnisse blieben dabei hinter denen von Paris zurück. Mit der Mannschaft belegte er den sechsten Rang, während ein siebter Platz am Barren sein bestes Ergebnis in den Einzelwettkämpfen war. Des Weiteren schloss er die Wettkämpfe im Einzelmehrkampf auf Rang 20, am Reck auf Rang 21, an den Ringen auf Rang 24, am Seitpferd auf Rang 31 und am Pferdsprung auf Rang 46 ab.
Lertoras dritte Olympiateilnahme erfolgte bei den Olympischen Spielen 1932 in Los Angeles. Diesmal platzierte er sich in allen fünf Wettkämpfen, in denen er antrat, unter den besten acht Turnern. Am Pferdsprung belegte er mit 49,2 Punkten Platz acht und wurde am Barren mit 52,6 Punkten Fünfter. Im Einzelmehrkampf verpasste er als Vierter knapp eine Medaille. Lertora erzielte 134,400 Punkte und blieb damit 0,575 Punkte hinter dem drittplatzierten Finnen Heikki Savolainen. Erfolgreicher verlief der Wettkampf am Boden, in dem Lertora mit 27,7 Punkten das drittbeste Resultat gelang. Lediglich der Ungar István Pelle, der 28,8 Punkte erhielt, und der mit 28,3 Punkten zweitplatzierte Schweizer Georges Miez waren besser als Lertora gewesen, der damit die Bronzemedaille gewann. Im Mannschaftsmehrkampf gelang Lertora gar die Wiederholung des Erfolgs von 1924. Die italienische Turnriege, die aus Lertora, Oreste Capuzzo, Savino Guglielmetti, Romeo Neri und Franco Tognini bestand, erzielte mit 541,850 Punkten den Bestwert des Wettkampfs und erhielt als Olympiasieger die Goldmedaille. Mit 522,275 Punkten folgte die US-amerikanische Mannschaft auf dem zweiten und mit 509,995 Punkten die finnische Mannschaft auf dem dritten Platz.
1931 gewann Lertora auch den Titel bei den nationalen Meisterschaften. Nachdem er nicht für die Olympischen Spiele 1936 in Berlin nominiert worden war, beendete er seine Karriere.